# De 7 drab
De 7 drab var en dramadokumentar i syv afsnit, der blev sendt på TV 2 fra seriens premiere torsdag den 4. februar 2010 og de efterfølgende seks torsdage. Serien dramatiserer syv drab med syv forskellige motiver: hævn, begær, jalousi, profit, udstødelse, fanatisme og spænding.
De 7 drab er skrevet og instrueret af Laurits Munch-Petersen og Lisa Klit, produceret af Rene Verlaan for Selskabet.tv. Serien har modtaget støtte fra Public Service Puljen under Det Danske Filminstitut.
Serien havde gode seertal med i gennemsnit 815.000 seere pr. afsnit. Ved uddelingen af TV-Prisen 2010 vandt serien fem priser i kategorierne ’Bedste nyskabelse’, ’Bedste faktaserie’, ’Bedste fotograf/fakta’, ’Bedste tonemester/fakta’ og ’Bedste klipper/fakta’.

## Afsnit
- Afsnit 1 - æresdrabet i Slagelse (mordet på Ghazala Khan)
- Afsnit 2 - seriemordet i Randers (begået af Claus Berggren)
- Afsnit 3 - mordbranden på Bornholm (begået af Elisabeth Wæver)
- Afsnit 4 - kunstnerdrabet i Martofte
- Afsnit 5 - dobbeltdrabet på Femøren (begået af Naum Conevski)
- Afsnit 6 - pigedrabet i Benløse
- Afsnit 7 - rockerdrabet i Glostrup (mordet på Mickey Borgfjord Larsen)